# 横山智佐子
横山 智佐子（よこやま ちさこ、Chisako Yokoyama、1963年5月 - ）は三重県津市生まれ、アメリカ合衆国カリフォルニア州ロサンゼルス在住の映像編集者。

## 来歴
『JFK』でアカデミー賞を受賞したピエトロ・スカリアとともにリドリー・スコット監督作品等を始め、ハリウッド作品20本以上を編集。主な代表作は『ブラックホークダウン』『ハンニバル』『グラディエーター』『アメリカン・ギャングスター』。2006年からロサンゼルス郊外のトーランス市で映画学校インターナショナル・スクール・オブ・モーション・ピクチャーズを経営している。アメリカ映画・テレビ編集者組合会員。

## フィルモグラフィー
- リトル・ブッダ（1993）
- クイック&デッド（1995）
- グッド・ウィル・ハンティング／旅立ち（1997）
- グラディエーター（2000）
- ハンニバル（2001）
- ブラックホーク・ダウン（2001）
- キングダム・オブ・ヘブン（2005）
- SAYURI（2005）
- アメリカン・ギャングスター（2007）
- GOEMON（2009）
- さくら、さくら 〜サムライ化学者・高峰譲吉の生涯〜（2010）